# Cobra (mangá)
Cobra (コブラ, Kobura) é uma série de mangá do gênero space opera escrita e ilustrada por Buichi Terasawa. A série foi originalmente publicada na revista Weekly Shōnen Jump entre 1978 e 1984. Mais tarde cada capítulo foi agrupado e publicado pela editora Shueisha em 18 tankōbon.
Ambientada em futuro distante, a série conta a história de um homem chamado Cobra, que desfrutou uma vida de aventuras, até que seus inimigos começaram a caçá-lo. Cobra cirurgicamente alterou seu rosto e apagou suas memórias, a fim de se esconder de seus inimigos e levar uma vida normal. Ele logo recupera suas memórias e se reencontra com sua antiga companheira Lady Armaroid e com sua nave Tortuga. Cobra viaja a galáxia, lutando contra o Sindicato dos Piratas e se mantendo como um fora da lei fugindo da Patrulha da Via Láctea. Aliada a seu charme e inteligência, Cobra sobrevive também graças à sua Psycho-Gun, uma arma incorporada a seu braço esquerdo.
O mangá Cobra deu origem a diversas séries de mangá diferentes, assim como a one-shots publicados na Super Jump e Monthly Comic Flapper. Mais tarde também serviu como base para uma adaptação cinematográfica de longa-metragem, duas séries de anime, uma com 31 episódios que reconta a história do filme e outra com 13 episódios lançada em 2010, e também a dois OVAs. A produção de um filme live-action sob a direção de Alexandre Aja foi anunciada e seu lançamento foi previsto para 2013. O mangá original está entre um dos mais vendidos da Shonen Jump. As publicações especializadas tiveram opiniões divididas e a compararam com Star Wars, Barbarella e até filmes de James Bond.

## Enredo
A história se passa em um futuro distante, onde um executivo chamado Johnson leva uma vida monótona e mundana. Em uma manhã de domingo, seu servo robótico, Ben, sugere que ele vá para a Trip Movie Corporation, uma empresa que permite a seus clientes experimentar um sonho como se fosse real. Johnson pede para ser o rei de um harém, cercado por belas mulheres, enquanto comanda uma nave espacial.
Em seu sonho, Johnson torna-se "Cobra", um aventureiro que explora o espaço junto de sua parceira ginoide, Lady Armaroid. Cobra maneja a "Psycho-Gun" para lutar contra monstros de outros planetas e contra o Sindicato dos Piratas. Depois de uma batalha com o Sindicato, Cobra deixa o líder, o Capitão Vaiken, escapar. Ele então distribui uma imagem de Cobra para todos os outros piratas, tornando-o um homem procurado. Após o sonho acabar, Johnson conta a fantasia para o atendente, que se surpreende, uma vez que ela deveria ter sido sobre ele ser o rei de um harém, sem qualquer referência a piratas ou ao infame Cobra.
Em seu caminho de volta, Johnson quase bate em um carro em alta velocidade. Ficando frente a frente com o motorista, ele se surpreende ao perceber que o homem é idêntico ao Capitão Vaiken. Quando ele menciona a semelhança, o motorista revela que ele é Vaiken. Ele pergunta a Johnson sobre "Cobra" e até mesmo ameaça matá-lo se ele não responder. No entanto ele, inconscientemente, levanta o braço como se ele tivesse uma arma, e atira um raio da sua mão, matando Vaiken. O tiro explode o braço, revelando a Psycho-Gun embutida nele.
Johnson se apressa para chegar a sua casa onde Ben nota a arma em seu braço. Johnson, então, percebe que ele não se lembra de nada do que aconteceu antes dos últimos três anos em que viveu em sua casa. Depois de olhar no espelho, ele acha e gira uma maçaneta que revela uma sala secreta. Lá ele encontra um revólver que usava no seu sonho. Naquele momento, os invasores armados invadem a casa e dirigem-se a ele como "Cobra". No decorrer da batalha, a casca do robô Ben se quebra e revela a companheira de Cobra, Armaroid Lady, e, juntos, eles matam os intrusos.
Johnson começa a relembrar que ele realmente costumava ser o Cobra. Caçado pelo Sindicato dos Piratas, pois se intrometeu em seus empreendimentos criminosos, ele logo se cansou de sua vida de fugitivo e alterou cirurgicamente seu rosto e apagou suas memórias. Lady diz para Cobra que a Trip Movie aparentemente desencadeou seu subconsciente e trouxe de volta suas velhas memórias. Então juntos, eles retomam sua vida de aventura.

## Personagens
Cobra
Cobra (コブラ, Kobura) é o protagonista e personagem homônimo da série. Para criá-lo, Buichi Terasawa se inspirou nos papéis que o ator francês Jean-Paul Belmondo interpretava na década de 1960 e 1970. A principal arma de Cobra, a "Psycho-gun", é um braço cibernético a laser, que se conecta diretamente ao seu cérebro. Com ela, ele pode acertar inimigos mesmo eles estando fora da sua linha de visão. No entanto, enquanto a Psycho-gun está em utilização ela drena a energia mental de Cobra, fazendo com qe ele precise dar pausas para descançar, mas a sua resistência sobre-humana compensa isso. Ele também carrega uma revólver "Python 77 Magnum" como arma reserva para momentos de ermegencia. Ele tem sua personalidade típica como charmoso, mulherengo, ganancioso e que não tem medo de se arriscar a sua própria vida para salvar a vida de uma mulher mesmo que a mesma se revela como sua inimiga. O personagem é dublado, no filme, por Shigeru Matsuzaki, no anime original, por Nachi Nozawa e, em Cobra the Animation, por Naoya Uchida.
Armaroid Lady
Armaroid Lady (アーマロイド・レディ, Āmaroido Redi) é a parceira de longa data de Cobra, que a chama apenas por Lady. Ela é a metade séria do duo. Tem uma relação de muita confiança com Cobra, com um sempre ajudando o outro em momentos de necessidade. Como um Armaroid (um ciborgue mecânico) de primeira classe, Lady foi feita a partir de tecnologia avançada de uma antiga civilização perdida de Marte. Ela possui uma força sobre-humana, não carrega armas e raramente está envolvida em combates físicos. Quando Cobra está longe de aventura, ela geralmente o ajuda pilotando sua nave espacial, a Tortuga. A personagem é dublada, por Yoshiko Sakakibara, tanto no filme, quanto no anime original e em Cobra the Animation.
Jane Royal
Jane Royal (ジェーン・ロイヤル, Jēn Roiyaru) é uma caçadora de recompensas e a primeira das três filhas do capitão Nelson com que Cobra se encontra. Cada uma das três irmãs tem uma tatuagem única em sua parte traseira que, uma vez montadas em uma sequência cromática, formam um mapa que leva a um tesouro escondido e também a lendária Ultimate Weapon. A personagem é dublada por Akiko Nakamura, no filme, e por Toshiko Fujita, no anime.
Catherine Royal
Catherine Royal (キャサリン・ロイヤル, Kyasarin Roiyaru) é a segunda das três filhas do capitão Nelson, com quem Cobra se encontra depois de um pedido de Jane para que a resgate da penitenciária Sidoh. É uma tímida professora, sendo a única das irmãs Royal que não está envolvida em um trabalho violento. A personagem é dublada por Toshiko Fujita, no filme, e por Yuko Sasaki, no anime.
Dominique Royal
Dominique Royal (ドミニク・ロイヤル, Dominiku Roiyaru) é uma oficial da patrulha da Via Láctea. Dominique possui grande força e coopera bem com Cobra, muitas vezes ajudando ele enquanto seus deveres profissionais exigiriam que ela o prendesse. Ela o contrata para resolver um assunto desagradável de tráfico de drogas envolvendo a Federação de Rugball no Estádio Rand. A personagem é dublada por Jun Fubuki, no filme, e por Gara Takashima, no anime.
Crystal Bowie
Crystal Bowie (クリスタル・ボーイ, Kurisutaru Bōi) erroneamente conhecido como Crystal Boy, é o arqui-inimigo de Cobra. Ele vê Cobra como o único homem digno de ser seu adversário. Ele é um ciborgue humanoide com um esqueleto de ouro e um corpo feito de vidro polarizado indestrutível. Ele trabalha para o misterioso "Sindicato", liderado pelo Lord Salamander. A principal arma de Cristal Boy é uma garra que ele pode anexar a sua mão direita. A garra pode esmagar qualquer coisa, e ele também a usa para cortar as gargantas de suas vítimas. A garra tem uma arma laser embutida que pode também ser usado como um gancho ou atirada como um projétil. O personagem é dublado por Gorō Mutsumi, no filme, e por Kiyoshi Kobayashi, no anime.
Sandra
Sandra (サンドラ, Sandora) era a líder do Snow Gorilla, a filial local do Sindicato dos Piratas. Mais tarde ela persegue Cobra até o planeta onde a Ultimate Weapon está escondida. Originalmente ela foi ordenada para capturar a Ultimate Weapon e trazê-la para os emissários do Sindicato, mas ela se volta contra o mesmo, sendo impedida somente por Cobra. A personagem é dublada por Reiko Tajima, tanto no filme quanto no anime.
Lord Salamander
Lord Salamander (ロード・サラマンダー, Rōdo Saramandā) é uma criatura misteriosa de voz profunda que traja uma armadura samurai. Depois que ele adquire o comando do Sindicato dos Piratas, a sua ambição insaciável é ter o controle absoluto sobre a galáxia. Ele raramente aparece em pessoa e demonstra uma poderosa habilidade telecinética. Ele também pode se teleportar, incinerar um inimigo e até mesmo enganar as mentes inimigas para que o vejam como outro alguém. É revelado no último episódio que ele é o espírito de Hitler que reviveu 3000 anos depois de sua derrota. O personagem é dublado por Hidekatsu Shibata.

## Mídias

### Mangá
Cobra foi publicado originalmente na Weekly Shōnen Jump da editora Shueisha entre 1978 e 1984. A série foi publicada no formato de tankōbon na linha Jump Comics entre 15 de agosto de 1979 e 15 de agosto de 1985. Mais tarde, em 2000, Cobra foi relançado em aizōban na linha de revistas Jump Comics Deluxe com o nome de Cobra: Space Adventure em uma série que consiste em dez volumes. A série de mangá foi apenas parcialmente liberada nos Estados Unidos pela Viz Media, em 1990, em uma série de doze edições, com cada edição contendo 48 páginas. O mangá completo foi publicado em vários outros países. Na França, o mangá foi publicado pela primeira vez pela Dybex em 1998, e mais tarde reeditado pela Taifu Comics. O mangá também foi publicado na Suécia pela Epix Forlag[carece de fontes?] e em Taiwan pela Tong Li Publishing. No Brasil, a editora Dealer publicou apenas o primeiro volume no formatinho, em 1990.
A Shueisha também lançou Cobra como kanzeban com o título de Space Adventure Cobra: Handy Edition, em dez volumes. Mais tarde a Shueisha criou três kanzeban publicados na linha Shueisha Jump Remix entre 2002 e 2003 baseados no mangá, são eles: Irezumi no Onna Hen (刺青の女編), que durou três volumes, Rugball Hen (ラグ・ボール編), que durou dois volumes e Shido no Megami Hen (シドの女神編), que teve duração de três volumes. A Media Factory, além da publicação de Magic Doll para a comemoração de 30 anos do mangá, também lançou uma revista kanzenban chamada de Cobra Kanzenban (COBRA 完全版). Cobra também foi vendido como um e-book intitulado Space Adventure Cobra: Galaxy Knights, por tempo limitado.

#### Spin-offs
A revista de mangás seinen Super Jump publicou vários spin-offs da série. O primeiro foi Cobra: Seinaru Kishi Densetsu, publicado na revista em 1986 em uma edição especial da Weekly Shōnen Jump e publicado em um tankōbon único na linha de revistas Jump Comics Deluxe, dois anos depois. Esse mangá foi reimpresso no Japão pela Media Factory em 2008 para comemorar o aniversário de 30 anos da série. Space Adventure Cobra: The Psychogun, um mangá totalmente colorido através da computação gráfica, foi publicado na Super Jump em 1995 e foi publicado em um tankōbon único na mesma linha. Uma sequência em computação gráfica, chamada Space Adventure Cobra: Magic Doll, foi publicada na mesma revista entre 2000 e 2002 e gerou um total de onze volumes. Space Adventure Cobra: Magic Doll foi republicado na revista  Monthly Comic Flapper pela Media Factory e também na linha MF Comics com o nome de Cobra the Space Pirate: Magic Doll Mae Kōhen. Em 2006, a Media Factory publicou uma sequência em um único volume, intitulado Cobra the Space Pirate: Kokuryū Ō. A Media Factory publicou vários outros one-shots baseados em Cobra: Cobra the Space Pirate: Rugball, Cobra the Space Pirate: Kami no Hitomi, Cobra the Space Pirate: The Psychogun Zenpen, Cobra the Space Pirate: The Psychogun Kōhen e Cobra the Space Pirate: Time Drive.

### Filme de animação
A TMS Entertainment adaptou o mangá em um filme intitulado Space Adventure Cobra. No Brasil, foi distribuído pela Flashstar. A Manga Entertainment o lançou no Reino Unido com o nome Space Adventure Cobra e tal versão tinha uma trilha sonora alternativa, cantada pelo grupo pop Yello. O filme também foi lançado na Austrália e Nova Zelândia pela Madman Entertainment, na França pela Déclic Images e nos Estados Unidos pela Urban Vision e em 2012 a Discotek anunciou o relançamento em DVD.[carece de fontes?] O clipe da música "Girlfriend" de Matthew Sweet usou cenas do filme e se tornou um dos vídeos mais assistidos da MTV.

### Space Cobra
A série foi posteriormente adaptada em uma série de anime, onde a história é contada de uma forma alternativa ao filme. Tal adaptação, chamada de Space Cobra, foi produzida pela TMS Entertainment e dirigida por Osamu Dezaki. Foi exibida originalmente pela Fuji TV com início em 7 de outubro de 1982 e término em 19 de maio de 1983, o que gerou 31 episódios. No Japão, uma coletânea de DVDs contendo todos os episódios foi lançada em 2000.

### Cobra the Animation
A série teve duas sequências em OVA e uma série de televisão lançadas na linha Cobra the Animation produzidas pela Guild Project e animadas pela Magic Bus em comemoração do 30.º aniversário da série. A primeira das séries foi Cobra the Animation: The Psychogun, uma sequência da série de anime original lançada em quatro volumes de DVD entre 29 de agosto de 2008 e 27 de fevereiro de 2009, seguido do OVA Cobra the Animation: Time Drive lançado em dois volumes em 24 de abril e 26 de junho de 2009 e pela série de anime Cobra the Animation: Rokunin no Yūshi. Mais tarde, os dois OVAS foram lançados em uma coletânea especial pela Happinet em 19 de fevereiro de 2010. Todos os episódios do novo anime foram compilados em DVD com um total de sete volumes e forma lançados pela Happinet entre 23 de abril de 2010 e 2 de outubro de 2010.

### Adaptação cinematográfica
No ano em que a série completaria trinta anos, 2008, Buichi Terasawa revelou ter recebido uma proposta de uma adaptação de Hollywood em live-action de seu mangá e disse que "ele não estava disponível" e advertiu que, se um filme live-action fosse feito, seria, em parte, independente e separado de sua obra de ação e ficção científica original. No entanto, em 2010, Alexandre Aja adquiriu os direitos de produção do filme e revelou ser ele quem planejava dirigir uma adaptação cinematográfica de Cobra. Em 30 de abril de 2011, foi divulgado um pôster oficial do filme Cobra: The Space Pirate e a data de estreia prevista para a primeira metade de 2013. Aja revelou que decidiu criar tal adaptação para o cinema porque o mangá original, era um dos favoritos durante a sua infância. Ele diz querer transformar a saga futurística em uma grande franquia de live-action. O roteiro está sendo escrito por ele em parceria com Gregory Levasseur que juntamente com Marc Sessego e Alexandra Milchan estão responsáveis pela produção do filme.

### CDs

O primeiro álbum de Cobra contendo a trilha sonora original de Space Cobra. Na capa (da esquerda para direita) Lady, Jane Royal e Cobra.

Para o filme Cobra: Space Adventure as letras da músicas foram escritas por Tetsuya Chiaki e o compositor foi Saburo Suzuki. Foram usados dois temas musicais "Daydream Romance" por Shigeru Matsuzaki e "Stay" (ステイ, Sutei) por Eve. O primeiro anime teve as letra escritas por Kayoko Fuyomori e os arranjos e a composição feitas Yuji Ohno e usou apenas um tema de abertura, "Cobra" (コブラ), e um tema de encerramento "Secret Desire", ambos cantados por Yoko Maeno. Dois álbuns agrupando os temas musicais do anime foram lançados, Space Cobra: Original Soundtrack e Space Cobra: Complete Soundtrack, em 25 de setembro de 2003 e 21 de abril de 2004, respectivamente.
Os dois OVAs lançados em comemoração aos trinta anos da série tiveram como compositor Yoshihiro Ike. O primeiro teve como tema de abertura "Kizudarake no Yume" (傷だらけの夢) por Yoko Takahashi e "Wanderer" por Shigeru Matsuzaki como tema de encerramento, lançados, posteriormente, como singles, ambos em 27 de agosto de 2008. O segundo OVA usou "Time Drive" por Sasja Antheunis e "Kimi ga bi Waraunara" (君が微笑うなら) por Shigeru Matsuzaki, como abertura e encerramento, respectivamente. O anime de 2010 usou uma abertura, "Cobra The Space Pirate" por Sasja Antheunis, e um encerramento, "Kimi no Uta" (君の歌) por Shigeru Matsuzaki, que foram lançados em forma de single, em 24 de março de 2010. Uma trilha sonora completa com as músicas dos dois OVAs, assim como uma outra com as canções do anime foram lançados em 20 de janeiro de 2010 e 14 de abril de 2010, respectivamente. Uma trilha sonora intitulada Cobra Song Collection, contendo os temas musicais do filme, dos dois animes e dos dois OVAs, foi lançada em 31 de março de 2010, assim como todos os discos anteriores, pela Nippon Columbia.

### Jogos eletrônicos
Em 1982, a Popy criou Space Cobra Professional com um design flip-out (semelhante a despertadores de viagens) e duas telas. O sucesso da série fez com que adaptações para jogo eletrônicos e arcades acontecessem. O primeiro jogo eletrônico foi desenvolvido em 1989 para PC Engine e ele se chamava Cobra: Kokuryū Ō no Densetsu. Ele foi seguido por Cobra 2: Densetsu no Otoko, para o mesmo console, e que foi lançado na Europa e nos Estados Unidos como The Space Adventure - Cobra: The Legendary Bandit. A Takara lançou em 1996 Cobra The Shooting para PlayStation. Em 1998 e 1999, a Sony Computer Entertainment lançou, respectivamente, Cobra: The Psychogun e Cobra: Galaxy Knight, ambos para PlayStation. A SSI Tristar lançou para Windows e Mac, em 2001, o jogo desenvolvido pela Sting Entertainment, Space Adventure Cobra: Konda Typing the Psychogun. Em 2005, a Namco Bandai Games criou um jogo arcade intitulado Cobra the Arcade. Em 2008, diversos jogos para telefone celular baseados na série foram criados pela WorkJam: Space Adventure Cobra: The Psychogun, Space Adventure Cobra: Galaxy Knights, Space Adventure Cobra: Ōgon no Tobira, Space Adventure Cobra: Blue Rose e Space Adventure Cobra: Time Drive. A NewGin criou em 2003 um jogo para Pachinko chamado de CR Cobra e, para o aniversário de 30 anos da série, sua sequência que foi intitulada CR Cobra: Owari Naki Gekitō. Cobra, Crystal Boy e Lady serviram como personagens de apoio no jogo Jump Ultimate Stars lançado pela Nintendo.

### Outras mídias
Além do mangá, filmes, anime, OVAs e jogos eletrônicos baseados em Cobra foram lançados em outras mídias produtos da franquia. Dois artbooks foram lançados. Alguns conceitos de design do mangá foram adicionados a um artbook intitulado Cobra Wonder: Concept Design Arts of Cobra World. O segundo artbook, que se foca nas personagens femininas da série, foi lançado na linha Jump Comics Deluxe da Super Jump e se chamava Cobra Girls: Buichi Terasawa Illustration Kessakushū. No Japão, vários outros produtos da franquia foram lançados. Popy e Bandai criaram um veículo terrestre, o Psychoroid, para a linha de brinquedos japonês Machine Robo, com o design de Murakami Katsushi, onde ele ganhou a habilidade de se transformar em um robô. Mais tarde, o Japão exportou a ideia para os Estados Unidos para ele fazer parte da linha de brinquedos Super Gobots com o nome de "Psycho".  Outros produtos incluem figuras de ação, camisetas, e até, kewpie dolls, réplicas da Psycho-gun de Cobra e da Garra de Cristal Boy, e ainda selos postais e garrafas de uísque, vendidas por tempo limitado, foram lançados.

## Recepção

### Recepção do mangá
O mangá original publicado pela Weekly Shonen Jump vendeu cerca de 20 a 30 milhões de cópias no Japão, sendo uma das séries da revista mais vendidas de todos os tempos. Além disso, Cobra foi a série que deu notoriedade a seu criador, que na época tinha 22 anos e era pouco conhecido. Ivevei Upatkoon da revista online EX elogiou Cobra dizendo que a série tem uma "rica fantasia" que é inigualável. Ela sentiu que o personagem principal tem "algo de James Bond, mas algo de seu lado bobo" e que os mundos bizarros e os figurinos têm pelo menos "um mínimo plágio de Barbarella". Upatkoon também se impressionou com o fato da série "surpreendentemente ser desprovida da insinuação sexual e da exploração que os fãs de anime associam com as personagens femininas", já que Terasawa evita os estereótipos de mulheres bonitas e ao invés disso cria seu próprio mundo "extremo" onde há "força sobre-humana, sentidos sobre-humanos, monstros fantasticamente grotescos, vilões desumanamente poderosos e lindas parceiras." No entanto, ela observou que os leitores modernos podem achar o mangá tão antigo que isso poderia desencorajá-los a lê-lo, apesar de uma crescente melhoria na qualidade artística ao decorrer da série.
Para o escritor Jason Thompson, a série é "um pedaço significativo da história do mangá". Ele comentou que assim como em outros de seus mangás Terasawa utiliza de um herói "malandro e sorridente" e de "mulheres esculturais com calcinhas mínimas", mas também diz que elas tem um "físico realista" diferente das "ninfetas moe ou das explosões grotescas de bakunyu". Thompson também notou, por vezes, semelhanças, principalmente com as naves estelares de Star Wars, dizendo que Cobra é "uma paródia, não apenas dos heróis de faroeste e Star Wars, mas de ficção científica shōjo dos anos 70 e seus heróis bonitos. Para Gina Renée Misiroglu e David A. Roach do livro The Superhero Book, a obra guarda semelhanças com o conto "We Can Remember It for You Wholesale" de Philip K. Dick publicado em 1966, que conta a história de um homem entediado que procura uma empresa que implanta memórias falsas, o conto é mais conhecido pela adaptação cinematográfica Total Recall.

### Recepção do filme
O filme Cobra: Space Adventure recebeu críticas variadas de diferentes críticos. Daryl Surat da revista Otaku USA diz que Cobra é um típico pulp fiction e classifica o protagonista como alguém com tendências a ser um "macho alfa" e que ele é "parte Han Solo e parte James Bond", ainda afirmando que Cobra não se encaixa no perfil de herói de um anime dos dias atuais. Em relação a outros personagens de animes, Surat diz que Cobra é mais despreocupado que Captain Harlock, que conta piadas de baixo nível assim como Lupin III e que por conta de seus movimentos e expressões faciais ele poderia ser um 'antiGolgo 13'. Sobre seu arqui-inimigo Crystal Boy/Bowie ele diz que é "uma das maiores ideias de vilão jamais concebida". Surat ainda diz que "quando as pessoas falam da década de 1980 como 'a era de ouro dos animes sci-fi'" eles se referem a obras como essa.
Tim Henderson do Anime News Network deu à adaptação para o cinema uma análise em geral positiva, afirmando que o filme carrega como tema o "amor como um poder incomparável" e, que isto luta contra o ar de playboy do personagem principal. Ele também elogiou o fato de Cobra: Space Adventure se manter fiel ao mangá original. No geral, Henderson o considerou como uma obra-prima e um clássico que vale a pena se ver. Charles Packer do Sci-Fi Online fez uma crítica negativa do filme. Ele achou o enredo totalmente sem sentido e comparou a animação com a de um desenho da manhã de sábado. Packer disse também que a animação varia entre a de um anime antigo e um moderno, repleto de "momentos psicodélicos" interessantes. Ele disse que os diálogos são quase risíveis, porém que os dubladores são decentes.

### Recepção deCobra The Animation
As adaptações criadas para a comemoração de trinta anos da série, Cobra The Animation: The Psycho-Gun e Cobra The Animation: Rokunin no Yūshi, foram bem recebidas pelos fãs, sendo os DVDs que contém os episódios de tais séries um dos mais vendidos da semana, com o primeiro OVA se mantendo durante duas semanas entre os mais comprados e o sexto volume da série televisa durante uma. A última parte da celebração do aniversário da série, Rokunin no Yūshi, foi avaliada por Chris Beveridge do Mania.com como boa, mas ele afirmou que não é algo para aqueles que desconhecem o assunto. Ele elogiou o design visual da série e comentou que ela é bem consiste assim como The Psycho-Gun. "Uma saudável dose de ação, o tipo de sexualidade que é uma marca registrada da série, pelo menos, entre as três séries do 30.º aniversário, bem como um bom bocado de divertimento bobo" são os principais elementos da série na opinião de Chris. Em outra análise ele disse que a série televisiva "parece estar seguindo o mesmo tipo de ritmo e estrutura" dos dois OVAs anteriores. Ele comentou também que a série não tem uma "grande ideia", mas que ela não é algo "que você vê com frequência, uma vez que não se centra em torno de adolescentes, escolas e não tem um conceito harém." Ele acrescenta que Cobra "nos dá algo diferente do que o habitual."